# I Won't Tell You
"I Won't Tell You" é o nono single da banda italiana Lacuna Coil e o terceiro do álbum Shallow Life. Foi lançado em 6 de outubro de 2009 na estação de rádio KROQ-FM.

## Tabelas musicais
| Tabelas musicas (2009)                      | Melhor posição |
| ------------------------------------------- | -------------- |
| Estados Unidos - Hot Mainstream Rock Tracks | 37             |